# Veenbijvlieg
De veenbijvlieg (Eristalis picea) is een vliegensoort uit de familie van de zweefvliegen (Syrphidae). De wetenschappelijke naam van de soort werd gepubliceerd in 1817 door Fallen. De veenbijvlieg komt in Nederland vrij algemeen voor in veen- en plassengebieden.